# Griffnotation
Eine Griffnotation ist ein Zeichensystem, das das Festhalten von Griffen auf Musikinstrumenten, insbesondere Holzblasinstrumenten erlaubt. Griffe sind in diesem Zusammenhang Kombinationen aus geschlossenen und geöffneten Grifflöchern, die der Holzblasinstrumentenspieler variieren muss, um verschiedene Tonhöhen auf seinem Musikinstrument erzeugen zu können. Die Griffnotation kann in symbolischer Form oder in Form von Ziffernsystemen erfolgen. Die Griffnotation soll den Interpreten dabei unterstützen, den für die Erzeugung eines Tones oder Klanges erforderlichen Griff zu finden. Zuweilen soll sie auch einen Griff vorschreiben, der zum Erzielen eines explizit gewünschten Klanges erforderlich ist. Instrumentenbauliche Varianten der verschiedenen Hersteller erschweren oft eine für alle Instrumente des gleichen Typs gültige Griffnotation, sobald von der Grundgriffweise abgewichen wird.
Bei der symbolischen Griffnotation werden die Griffsysteme der jeweiligen Instrumente möglichst exakt nachgebildet, so dass der Spieler ziemlich präzise Informationen über den jeweilig geforderten Griff erhält. Mit ihr lassen sich auch komplexe Klappensysteme gut abbilden. So repräsentieren schwarze Felder oftmals geschlossene Grifflöcher oder Klappen, einfach umrandete hingegen geöffnete; auch für halbgeöffnete Grifflöcher oder Klappen lassen sich hiermit Notationslösungen finden. Verwandte Formen der Griffnotation mittels Symbolen sind unter anderem die bei Tasten- und Zupfinstrumenten bekannten Tabulaturen.
Bei der Griffnotation durch ein Ziffernsystem stehen Ziffern entweder für einen bestimmten Finger, ein Griffloch, eine Klappe oder einen Akkord. Bei Holzblasinstrumenten mit komplexen Klappensystemen ist diese Form der Griffnotation ungeeignet, nicht so hingegen bei der Blockflöte, bei der die Finger die Grifflöcher direkt kontaktieren, so dass die Durchnummerierung der Grifflöcher durchaus Grundlage für eine sinnvoll nutzbare Griffnotation ist. Verwandte Formen der Griffnotation mittels Ziffern sind der Fingersatz, beispielsweise bei Streichinstrumenten, und die Ziffernnotation beim Basso continuo.